# Pour l'honneur des cocardes
Pour l'honneur des cocardes est le second album de la série de bande dessinée Les Aventures de Tanguy et Laverdure de Jean-Michel Charlier (scénario) et Albert Uderzo (dessin). Il constitue la deuxième partie de L'École des aigles, prépublié dans Pilote entre le numéro 1 du 29 octobre 1959 et le numéro 67 du 2 février 1961. Pour l'honneur des cocardes sera publié en album en 1962, un an après L'École des aigles.

## Résumé
Affectés à la base de Meknès et ayant tout juste terminé leur formation sur Lockheed T-33, Michel Tanguy et Ernest Laverdure ont effectué un atterrissage forcé dans l'Anti-Atlas après un combat avec un avion non identifié. Ils retrouvent dans cette zone Saint-Hélier, également jeune officier de l'armée de l'air, gravement blessé au combat lors d'une mission de recherche avec le lieutenant instructeur Darnier, dont ils sont sans nouvelles. Après avoir retrouvé une ogive expérimentale convoitée par une nation ennemie et échappé aux assauts des mercenaires chargés de les éliminer, les trois officiers regagnent leur base en héros, une situation mal vécue par Saint-Hélier, responsable de la disparition de Darnier. Épaulé par Tanguy, Saint-Hélier parviendra progressivement à surmonter son appréhension du vol en formation serrée et se rachètera par une conduite héroïque qui lui vaudra une réhabilitation posthume.

## Personnages principaux
- Michel Tanguy : jeune officier de l'armée de l'air, pilote de chasse
- Ernest Laverdure : jeune officier de l'armée de l'air, pilote de chasse, ami de et coéquipier de Tanguy
- Lieutenant Darnier, officier instructeur
- Jacques de Saint-Hélier, jeune officier de l'armée de l'air, pilote de chasse, fils d'un héros de l'aviation mort au combat

## Véhicules remarqués

### Avions
- Lockheed T-33
- Douglas DC-3

### Autres
- Jeep
- camion GMC CCKW